# Сент-Джон (Канзас)
Сент-Джон (англ. St. John) — місто (англ. city) в США, в окрузі Стаффорд штату Канзас. Населення — 1228 осіб (2020).

## Географія
Сент-Джон розташований за координатами 37°59′59″ пн. ш. 98°45′38″ зх. д. / 37.99972° пн. ш. 98.76056° зх. д. (37.999845, -98.760573).  За даними Бюро перепису населення США в 2010 році місто мало площу 4,86 км², уся площа — суходіл.

## Демографія
Згідно з переписом 2010 року, у місті мешкало 1295 осіб у 534 домогосподарствах у складі 336 родин. Густота населення становила 267 осіб/км².  Було 642 помешкання (132/км²).
Расовий склад населення:
| - 92,4 % — білих - 1,2 % — корінних американців - 0,8 % — азіатів - 0,2 % — чорних або афроамериканців - 4,2 % — осіб інших рас |

До двох чи більше рас належало 1,2 %. Частка іспаномовних становила 15,1 % від усіх жителів.
За віковим діапазоном населення розподілялося таким чином: 25,9 % — особи молодші 18 років, 54,2 % — особи у віці 18—64 років, 19,9 % — особи у віці 65 років та старші. Медіана віку мешканця становила 42,7 року. На 100 осіб жіночої статі у місті припадало 97,7 чоловіків;  на 100 жінок у віці від 18 років та старших — 89,5 чоловіків також старших 18 років.
Середній дохід на одне домашнє господарство  становив 70 453 долари США (медіана — 52 500), а середній дохід на одну сім'ю — 81 422 долари (медіана — 60 114). Медіана доходів становила 40 455 доларів для чоловіків та 30 441 долар для жінок. За межею бідності перебувало 12,4 % осіб, у тому числі 13,3 % дітей у віці до 18 років та 12,8 % осіб у віці 65 років та старших.
Цивільне працевлаштоване населення становило 657 осіб. Основні галузі зайнятості: освіта, охорона здоров'я та соціальна допомога — 30,4 %, сільське господарство, лісництво, риболовля — 21,2 %, науковці, спеціалісти, менеджери — 11,3 %, публічна адміністрація — 7,5 %.